# Luan Peres
Luan Peres Petroni (* 19. Juli 1994 in São Caetano do Sul) ist ein brasilianischer Fußballspieler, der aktuell beim FC Santos in der Série A spielt.

## Karriere
Peres begann seine fußballerische Ausbildung 2002 bei der Associação Portuguesa de Desportos, wo er bis 2014 ausschließlich in der Juniorenabteilung spielte. Bis 2016 spielte er anschließend insgesamt 31 Mal in der Série C und der regionalen Staatsmeisterschaft, wobei er zwei Tore schoss. Anschließend wechselte er zum Santa Cruz FC in die Série A. Dort debütierte er am 31. Juli 2016 (17. Spieltag) gegen Atlético Mineiro über die vollen 90 Minuten, als sein Team 0:3 verlor. Insgesamt spielte er in der Série A 2016 16 Mal, wobei er auch in der Copa Sudamericana antrat. Nach nur einem halben Jahr wechselte er zur Série A 2017 zum Ligakonkurrenten Red Bull Brasil. Dort spielte er in einem halben Jahr 13 Mal, wobei er nur in der Staatsmeisterschaft zum Einsatz kam. Im Mai desselben Jahres unterschrieb er beim Ituano FC, wurde aber direkt an AA Ponte Preta weiterverliehen. Bis Dezember spielte er in der Spielzeit 2017 18 Mal in der Liga und international zusammen. Nach dem Abstieg wurde er für den ersten Teil der kommenden Série A 2018 an den Fluminense FC verliehen. Dort war er Stammspieler und spielte in zwei Monaten neun Ligaduelle.
Im Sommer 2018 wechselte er nach Belgien zum Erstligisten FC Brügge. Bei einem 1:0-Sieg über Royal Excel Mouscron wurde Peres spät eingewechselt und gab somit sein Ligadebüt für Brügge. Im letzten Gruppenspiel der UEFA Champions League spielte er bei einem 0:0-Unentschieden gegen Atlético Madrid das erste Mal in der Königsklasse. Im August 2019 wechselte er, nach insgesamt sechs Spielen für Brügge, auf Leihbasis zurück nach Brasilien zum FC Santos. Im ersten halben Jahr dort spielte er jedoch auch nur neunmal. In der Série A 2020 war er dort jedoch absoluter Stammspieler, spielte insgesamt 54 Mal und wurde Vizemeister und kam mit seiner Mannschaft bis ins Finale der Copa Libertadores. Nach der kurzzeitigen Rückkehr nach Belgien wechselte er im Februar 2021 für fast drei Millionen Euro fest zu Santos. Bis zum Sommer kam er dort auf wettbewerbsübergreifend 26 Einsätze.
Im Juli 2021 wechselte er schließlich für viereinhalb Millionen Euro in die Ligue 1 zu Olympique Marseille. Sein Debüt für OM gab er direkt am ersten Spieltag über 90 Minuten bei einem 3:2-Sieg über den HSC Montpellier. Auch bei Marseille war er absolut gesetzt in der Verteidigung und spielte nahezu jedes Spiel. Im Juli 2022 verließ er Marseille nach nur einem Jahr wieder und schloss sich Fenerbahçe Istanbul an.
Im September 2024 kehrte er zum FC Santos nach Brasilien zurück.

## Erfolge
FC Brügge
- Belgischer Vizemeister: 2019
- Belgischer Supercup-Sieger: 2018

FC Santos
- Brasilianischer Vizemeister: 2019
- Finalist der Copa Libertadores: 2020
- Série B: 2024  ▲